# Хохол Юрій Федорович
Юрій Федорович Хохо́л (нар. 12 жовтня 1925, Старокостянтинів — пом. 14 березня 1989, Київ) — український радянський архітектор, доктор архітектури з 1977 року.

## Біографія
Народився 12 жовтня 1925 року в міст Старокостянтинові Хмельницької області УРСР. 1951 року закінчив Київський інженерно-будівельний інститут.
Помер в Києві 14 березня 1989 року.

## Діяльність
Проекти:
- планування села Вороного Черкаської області (1980);
- меморіал Тараса Шевченка в селі Моринцях Черкаської області (1981).

Праці:
- «Сучасна архітектура Радянської України» (1974);
- «Сільське житло» (1976);
- «Архітектура села» (1979, у співавторстві з Г. О. Делеуром);
- «Архітектура Радянської України» (1986).